# John Hoppner (malíř)
John Hoppner RA (4. dubna 1758, Whitechapel, Londýn, Anglie – 23. ledna 1810, Londýn, Anglie) byl anglický malíř portrétista. Jeho styl byl silně ovlivněný anglickým malířem Reynoldsem.

## Životopis
John Hoppner se narodil v Whitechapelu v Londýně jako syn německých rodičů - jeho matka byla jednou z německých průvodkyň v královském paláci. Král Jiří III. projevil otcovský zájem o mladého chlapce, což vyvolalo zvěsti, zcela neopodstatněné, že Joshua mohl být jeho nemanželským synem.
Hoppner se stal sboristou v královské kapli. Záhy projevil malířský talent a v roce 1775 vstoupil do Royal Academy, královské akademie. V roce 1778 získal stříbrnou medaili za kresbu postavy a v roce 1782 získal nejvyšší cenu Akademie, zlatou medaili za historickou malbu, tématem byl král Lear.

## Kariéra
Hoppner poprvé vystavoval na Royal Academy v roce 1780. Nejraději maloval krajinu, ale nedostatek financí jej přinutil obrátit se k lukrativnějšímu podnikání, k portrétní malbě. Měl okamžitý úspěch, po celý život byl jedním z nejmódnějších malířů a portrétoval ty nejbohatší. Stal se největším soupeřem v oblíbenosti malíře Thomase Lawrence. Málokdy se pokoušel o mytologická témata, ačkoli mezi jeho obrazy patří Sleeping Venus (Spící Venuše), Belisarius, Jupiter and Io, Bacchante and Cupid and Psyche. Velmi často jej navštěvoval princ z Walesu, budoucí Jiří IV. a mnoho z jeho nejlepších portrétů bylo vystaveno v soukromých prostorách paláce St James's Palace, zejména u samotného prince, vévody Bedřicha Augusta Hannoverského a vévodkyně z Yorku, Frederiky Pruské, lorda Rodneyho a lorda Nelsona. Mezi jeho další portrétované osoby patřil Sir Walter Scott, Arthur Wellesley, 1. vévoda z Wellingtonu, Henry Bartle Frere a Sir George Beaumont.
Podle vydání Encyclopædia Britannica z roku 1911:
Kompetentní kritici považovali za jeho nejúspěšnější díla jeho portréty žen a dětí ... Jeho styl velmi ovlivnil malíř Joshua Reynolds. Když vytvořil svá první díla, byla velmi obdivována pro svou brilanci a harmonii barev. Mnoho jeho obrazů poškodil čas, čímž utrpěla jeho umělecká pověst. Vzhled některých jeho obrazů dochovaných v dobrém stavu však ukázal, že jeho sláva brilantního koloristy byla opodstatněná. Jeho kresba je chybná, ale jeho dotek štětce má vlastnosti, které dodávají jeho obrazům odraz kouzla Reynoldse.

V roce 1803 vydal sérii rytin A Series of Portraits of Ladies, vytvořených Charlesem Wilkinem podle jeho obrazů a v roce 1805 svazek veršovaných překladů východních příběhů do angličtiny.

## Osobní život
Joshua Hoppner s manželkou měli pět dětí:
- Catherine Hampden Hoppner (1784–1828), právnička, East India Company
- Richard Belgrave Hoppner (1786–1872), britský generální konzul, Benátky, přítel Byrona[4][5]
- Wilson (někdy zván William) Lascelles Hoppner (1788-?), umělec
- Henry Parkyns Hoppner (1795–1833), důstojník Royal Navy, arktický průzkumník, technický kreslíř
- o nejmladším dítěti nejsou informace

## Galerie

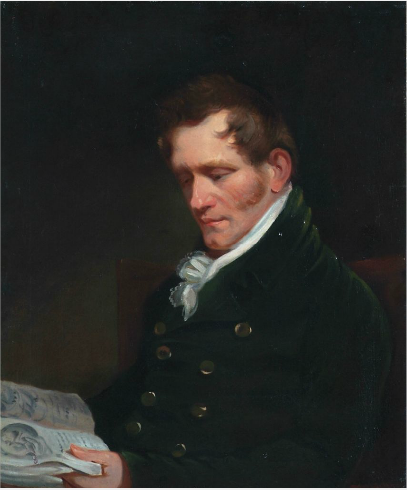
Dr. Matthias Hoffman, Province House, Nové Skotsko
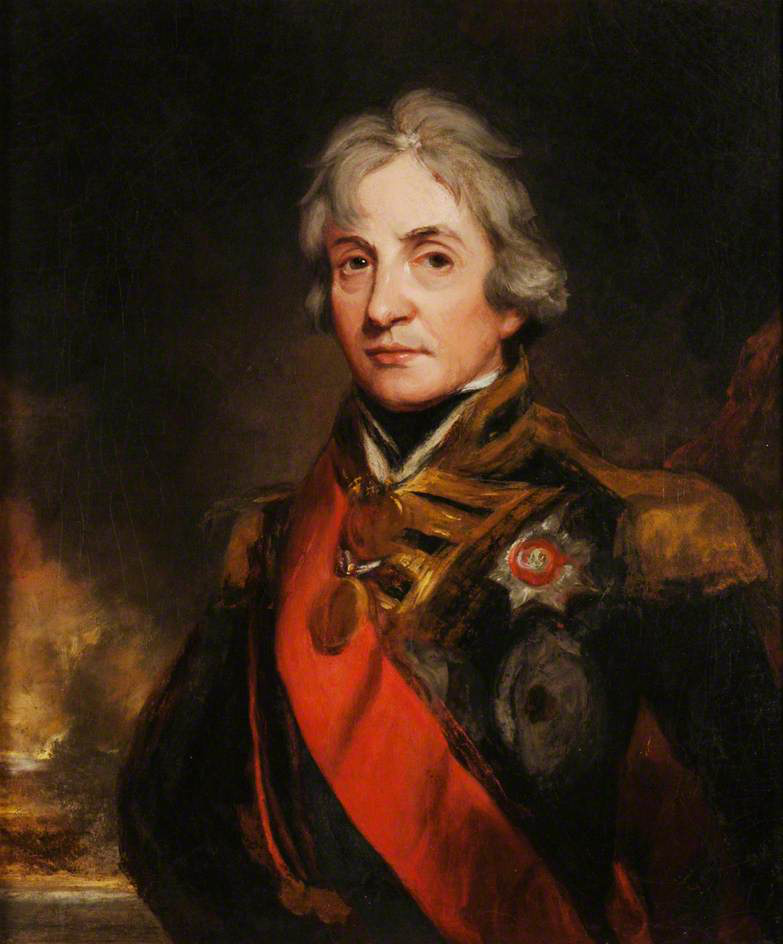
Lord Nelson
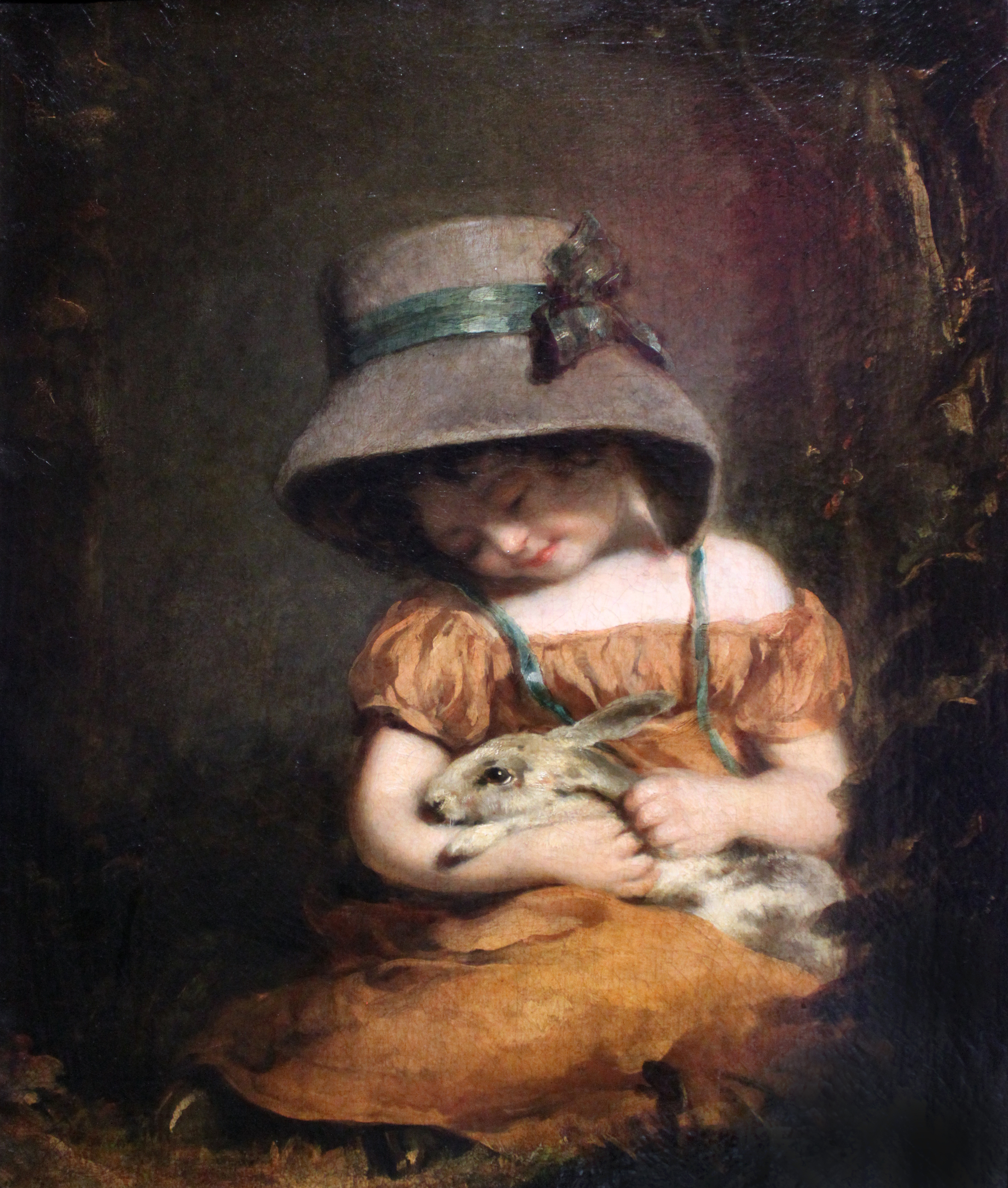
Dívka s králíkem, 1800, Städelsches Kunstinstitut
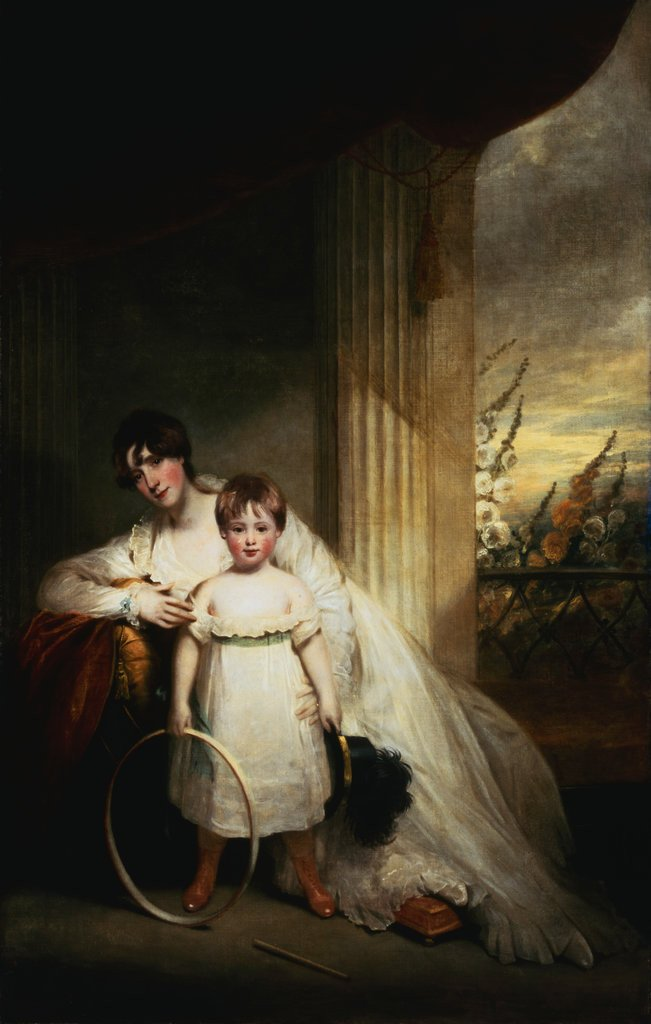
Georgiana St. Leger se synem Pascoe St Leger Grenfellem, asi 1800
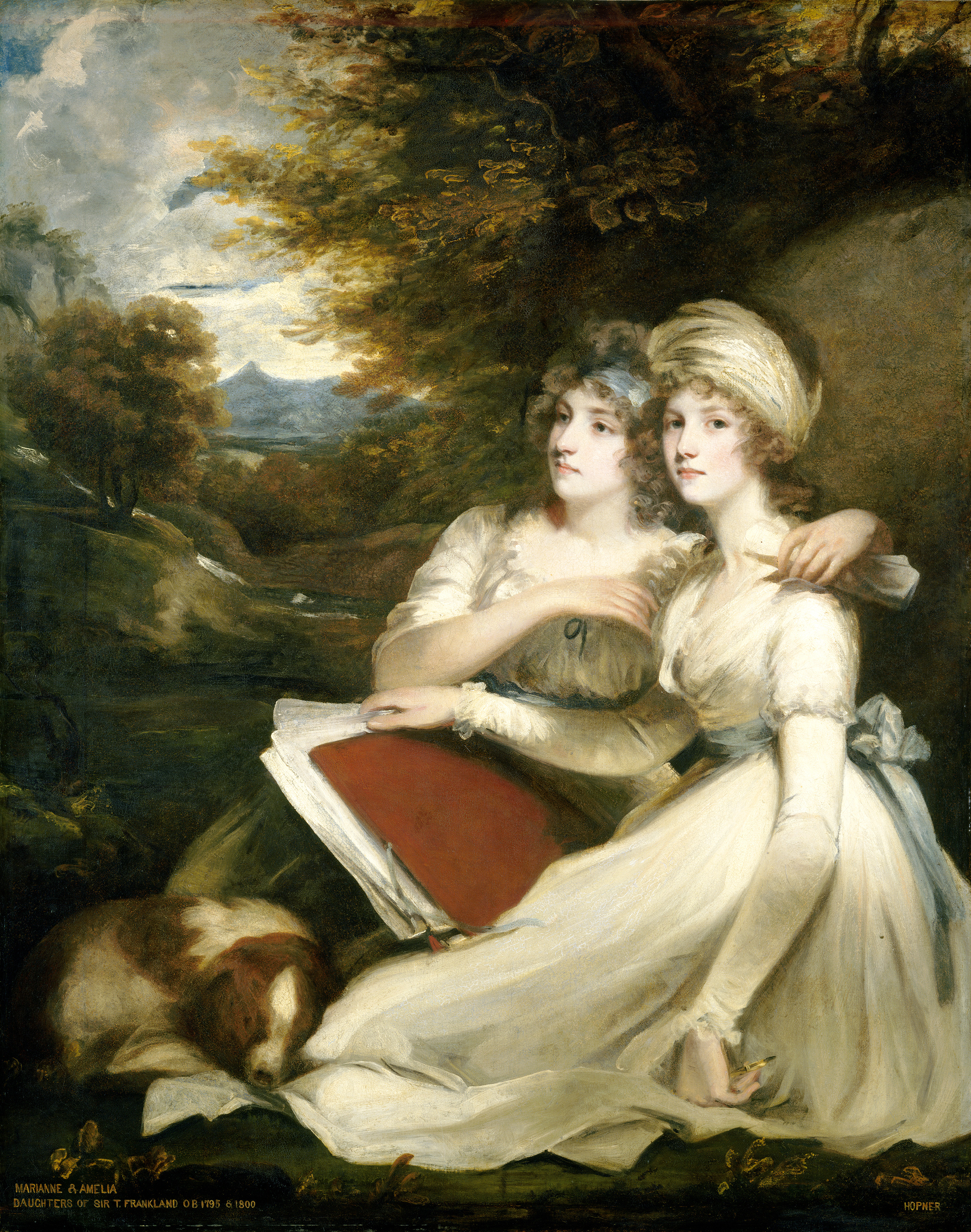
Portrét sester Franklandových, 1795
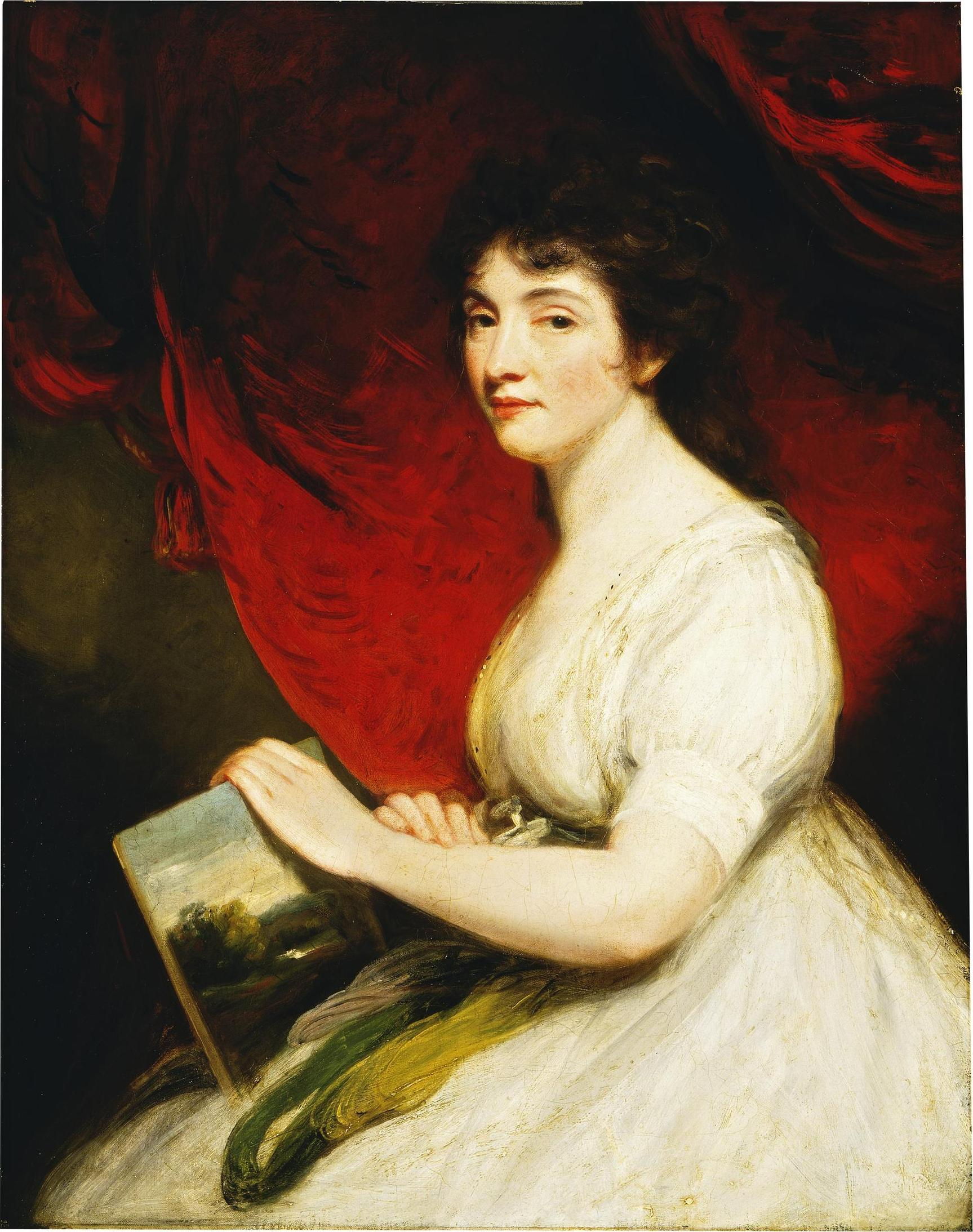
Miss Mary Linwood, kolem roku 1800, John Hoppner V&A Museum
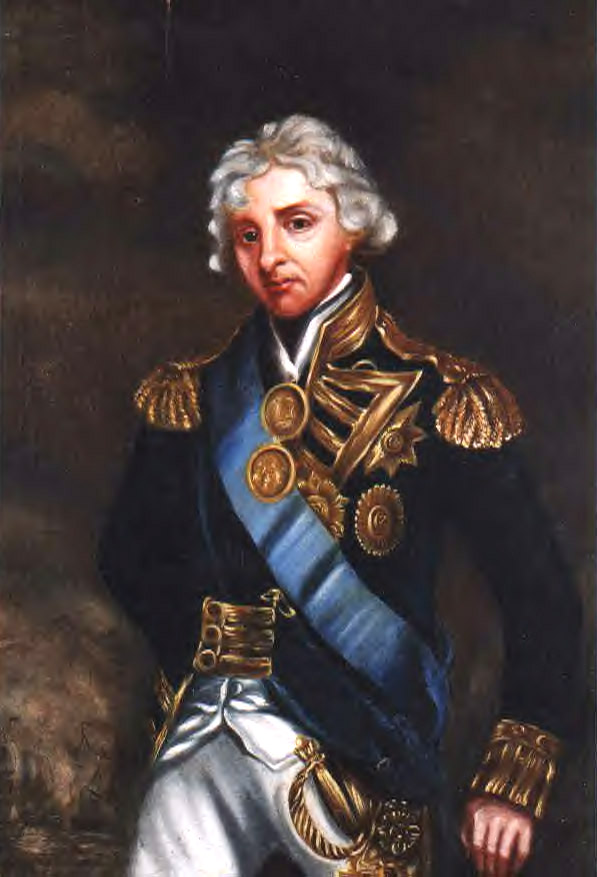
Horatio Lord Nelson

## Seznam hlavních prací
- Admiral Adam Duncan, 1. Viscount Duncan of Camperdown, portrét
- Rear-Admiral Sir Horatio Nelson, portrét, asi 1800
- Lord Cornwallis, portrét
- William Pitt, Studio von John Hoppner, portrét, olej na plátně, 1804–1805
- Joseph Haydn, portrét, 1791
- Sir Ralph Abercromby, portrét
- Captain Peter Parker, portrét 1808–1810
- Captain Henry Blackwood, portrét 1806
- Lord Hugh Seymour, portrét 1799
- The Sackville Children, olej na plátně, 1796, Metropolitní muzeum umění, New York
- Miss Mary Linwood, portrét, olej na plátně, asi 1800
- Major Thomas Pechell (1753–1826), 1799, Metropolitní muzeum umění, New York
- Mrs. Richard Brinsley Sheridan and Her Son, Metropolitní muzeum umění, New York
- John Hoppner, autoportrét, olej na plátně, asi 1800, National Portrait Gallery, Londýn
- Dorothy Jordan, portrét, olej na plátně, 1791, National Portrait Gallery, Londýn
- William Wyndham Grenville, portrét, olej na plátně, asi 1800, National Portrait Gallery, Londýn
- Charles Abbot, portrét, olej na plátně, 1802, National Portrait Gallery, Londýn
- The Viscountess of St Asaph,portrét, Fine Arts Museum of San Francisco
- Portrait of a Lady, portrét, olej na plátně, 1795, Národní galerie Victoria, Austrálie
- Mrs Williams, portrét, olej na plátně, asi 1790, Tate Museum Britain